# 8 Водолея
8 Водолея (лат. 8 Aquarii, HD 199828) — одиночная звезда в созвездии Водолея на расстоянии приблизительно 332 световых лет (около 102 парсеков) от Солнца. Видимая звёздная величина звезды — +6,6m.

## Характеристики
8 Водолея — белый субгигант спектрального класса A3/4IV. Радиус — около 2,06 солнечных, светимость — около 14,36 солнечных. Эффективная температура — около 8100 К.